# スーファ検問所
スーファ検問所はかつてガザ地区の南側にあった検問所である。イスラエルの農場で働くパレスチナ人が利用していた。2000年から2005年まで第2次インティファーダの間、検問所とその隣の軍事基地はパレスチナ側による数回の攻撃を受け、検問所は断続的に閉鎖された。2007年10月に検問所は閉鎖され、ケレム・シャローム検問所が唯一の進入地点となった。11月、ケレム・シャロームより警備が難しいというイスラエル国防軍の反対があったが、マタン・ヴィルナイ国防副大臣は 検問所の再開を決定し、その後、人道支援をガザ地区に移送するために使用された。2008年5月、イスラエル国防軍兵士が負傷した迫撃砲攻撃を受けて、検問所は再び閉鎖された 。数日後、数千人のパレスチナ人がイスラエルの封鎖に抗議した。IDFはこの事件で6人が負傷したと報告した。6月1日、カッサームロケット弾攻撃が続く中、約40人のイスラエル農民がストリップへの物資の輸送を阻止するために検問所で抗議した。その結果検問所は2008 年に閉鎖された。